# جاك ستريتون
جاك ستريتون (بالإنجليزية: Jack Stretton)‏ هو لاعب كرة قدم بريطاني، ولد في 6 سبتمبر 2001 في Newhall, Derbyshire ‏ في المملكة المتحدة.